# Смалакис, Антанас Пранович
Антанас Пранович Смалакис — советский литовский хозяйственный деятель, Герой Социалистического Труда.

## Биография
Родился в 1932 году в Вастапасе. Член КПСС с 1975 года.
В 1955—1961 — бетонщик, в 1961—1990 — бригадир комплексной бригады бетонщиков строительного управления № 1 Паневежского строительного треста Министерства строительства Литовской ССР.
Указом Президиума Верховного Совета СССР от 7 мая 1971 года присвоено звание Героя Социалистического Труда с вручением ордена Ленина и золотой медали «Серп и Молот».
Депутат Верховного Совета Литовской ССР 7-го и 8-го созывов, Верховного Совета СССР 10-го созыва. Делегат XXVI съезда КПСС.
Жил в Паневежисе.

## Награды и звания
- Герой Социалистического Труда (07.05.1971)
- Орден Ленина (07.05.1971)
- Орден Трудового Красного Знамени (11.08.1966)